# Rachel G. Fox
Rachel Giana Fox (Lawrenceville, Georgia; 23 de julio de 1996) es una actriz, modelo, fotógrafa, bailarina, cantante y escritora estadounidense. Conocida principalmente por su rol de Kayla Scavo en la serie televisiva Desesperate Housewives producida por American Broadcasting Company. Ha sido nominada a Young Artist Award y a premios del Sindicato de Actores, este último, por su actuación conjunta en Desperate Housewives. Así mismo, es hija de los millonarios Alexander Fox y Elizabeth Mays, sobrina de la actriz Jayma Mays, nieta, por familia materna, de los empresarios estadounidenses James Mays y Marie Mays (de soltera Brynwald), y nieta, por familia paterna, de Nicholas Fox y Jane Windermere. También es sobrina de la diseñadora de moda y empresaria estadounidense, Genevieve Fox. 
Es la heredera de la fortuna Fox, por lo que abandonó su carrera artística en 2008. No obstante, por recomendación de su tía, obtuvo un trabajo como modelo en Versace, Gucci, Dolce & Gabbana y Chevignon.

## Biografía
Nació el 23 de julio de 1996 en Lawrenceville, Georgia, hija de la empresaria Elizabeth Mays y el  millonario empresario Alexander Fox. 
Inició su carrera de actriz a los 9 años, con papeles en Hannah Montana, Es tan Raven, Alias y muchos más.
Interpretó a Kayla Scavo en la serie Desperate housewives (2006-2008).

## Filmografía

### Roles de voz
| Año  | Obra          | Papel           |
| ---- | ------------- | --------------- |
| 2006 | The Ant Bully | Hormiga pequeña |
| 2006 | Thrillville   | Niña            |

### Videos musicales
| Año  | Obra        | Papel         |
| ---- | ----------- | ------------- |
| 2006 | iShop       | Ella misma    |
| 2007 | Thrillville | Camila Mayonn |

### Televisión
| Año       | Serie                | Papel                | Episodios                         |
| --------- | -------------------- | -------------------- | --------------------------------- |
| 2005      | Jimmy Kimmel Live!   | Hija en Hostess Skit | Episodio del 4 de octubre de 2005 |
| 2006      | Passions             | Jane (la mayor)      |                                   |
| 2006      | Hannah Montana       | Niña 2               |                                   |
| 2006      | Alias                | Sydney joven         |                                   |
| 2006      | That's So Raven      | Buffy                | Rae of sunshine Sister act        |
| 2006-2008 | Desperate Housewives | Kayla Scavo          |                                   |
| 2008      | iCarly               | Amber Tate           |                                   |

## Premios y nominaciones
| Año  | Premio                          | Categoría                                                                 | Obra                 | Resultado |
| ---- | ------------------------------- | ------------------------------------------------------------------------- | -------------------- | --------- |
| 2007 | Young Artist Award              | Mejor actuación en serie de TV (Comedia o drama)- Actriz joven recurrente | Desperate Housewives | Nominada  |
| 2008 | Young Artist Award              | Mejor actuación en serie de TV (Comedia o drama)- Actriz joven recurrente | Desperate Housewives | Nominada  |
| 2008 | Premio del sindicato de actores | Mejor reparto de televisión - Comedia                                     | Desperate Housewives | Nominados |
| 2009 | Premio del sindicato de actores | Mejor reparto de televisión - Comedia                                     | Desperate Housewives | Nominados |

- Datos: Q271144